# Sciences sociales

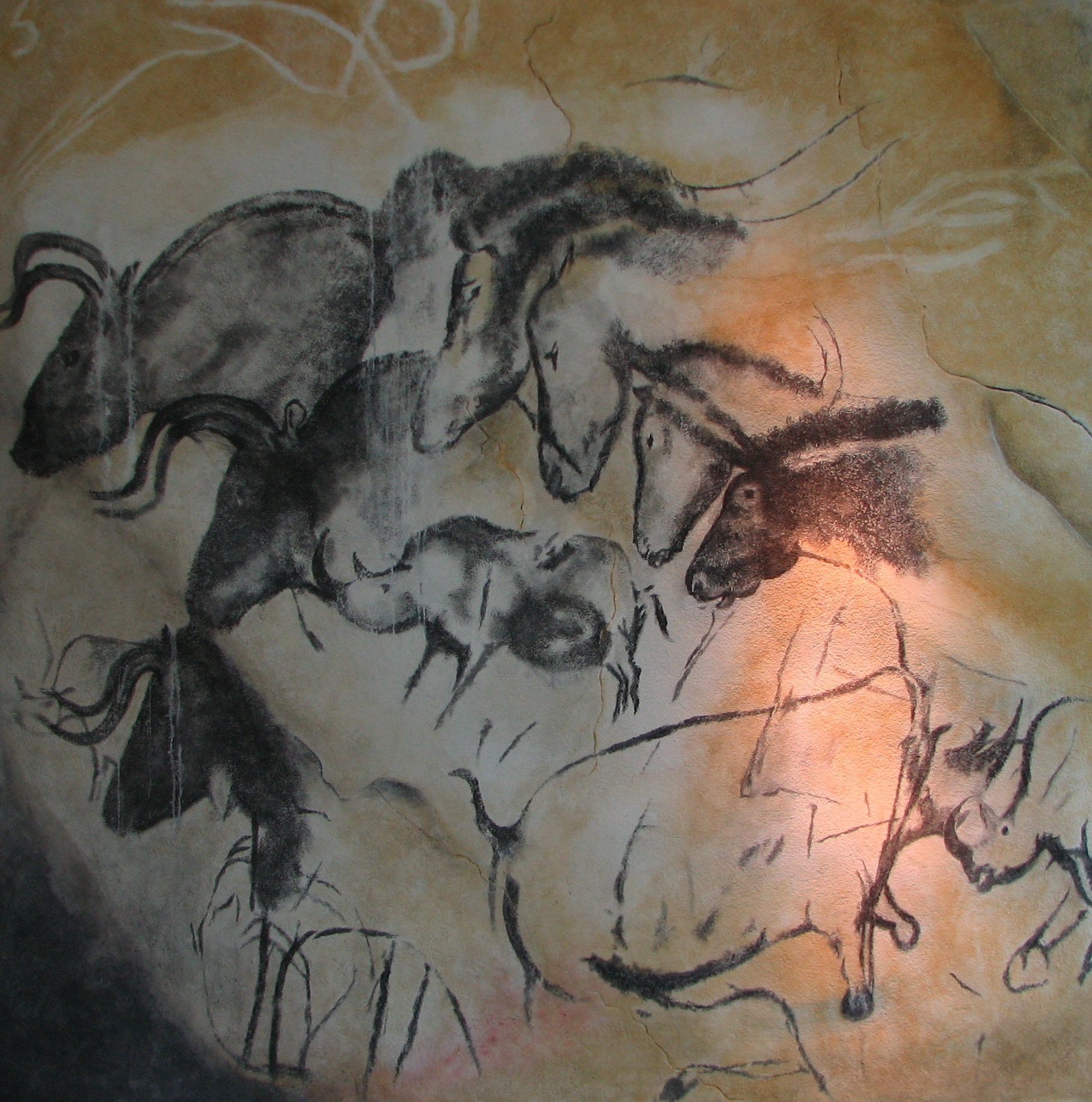
Peinture datant d'environ 30000 ans, dans la grotte Chauvet. Les sciences sociales étudient l'humanité, de ses origines (paléoanthropologie) à sa psyché, en passant par ses aspects culturels et singuliers.

Les sciences sociales sont un ensemble de disciplines académiques ayant en commun l'étude du social humain, et des interactions sociales entre les individus, les groupes et leurs environnements. Selon les approches, elles peuvent tendre plus vers les sciences naturelles et cognitives, ou au contraire, vers la philosophie ou les lettres.
Elles comprennent plusieurs disciplines dont la sociologie, la psychologie, l'économie, la démographie, le management, la théorie des organisations, la géographie, la science politique, l'histoire, l'anthropologie, l'ethnologie, l'ethnographie, les science studies, la sexologie, les études de genre, ou encore la criminologie et la linguistique.

## Histoire
L'histoire des sciences sociales débute avec le siècle des Lumières, autour de 1750, lorsqu'une révolution au sein de la philosophie naturelle a changé le cadre de référence avec lequel les individus jaugeaient de la scientificité. Les sciences sociales sont issues de l'éthique de cette époque et ont été influencées par le long XIXe siècle (la révolution industrielle et la révolution française, notamment). Les sciences sociales se sont développées à partir des sciences (expérimentales et appliquées), de savoirs existants, de pratiques normatives, et ce, dans un élan et une vision de progrès social lié à des groupes sociaux donnés.
Le terme de science sociale apparaît pour la première fois en 1767 dans un article de Mirabeau dans les Éphémérides du citoyen.
Les débuts des sciences sociales au 18e siècle se reflètent dans la grande encyclopédie de Diderot, avec des articles de Jean-Jacques Rousseau et d’autres pionniers. L'émergence des sciences sociales se reflète également dans d'autres encyclopédies spécialisées. La période moderne a vu la science sociale être utilisée pour la première fois comme un champ conceptuel distinct. La sciences sociale est influencée dès sa naissance par le positivisme en cherchant à se distinguer des spéculations métaphysiques. Auguste Comte utilise l'expression « science sociale » pour décrire son approche, terme qu'il emprunte à Charles Fourier. Comte a également qualifié son approche de physique sociale.
À la suite de cette période, cinq voies, influencées par Comte, ont émergé dans les sciences sociales. L'essor de la recherche sociale a été l'une des voies empruntées. D'abord, de vastes enquêtes statistiques sont entreprises dans diverses régions des États-Unis et d’Europe. Ensuite, Émile Durkheim, qui étudie les faits sociaux et Vilfredo Pareto apportent des idées théoriques et méthodologiques d'ordre macrosociologiques. D'un autre côté, Max Weber rend compte des dichotomies en sciences sociales en abordant les phénomènes sociaux sous un angle microsociologique. La quatrième voie empruntée, fondée sur l'économie, a progressé en se présentant comme une « science dure ». La dernière voie représente celle de l'antipositivisme, que Max Weber a défendu et qui sous-tend que les sciences sociales ne peuvent pas avoir recours aux méthodes scientifiques qui relèvent des sciences de la nature, puisque le social relève des valeurs. Il propose la sociologie compréhensive.
Vers le début du 20e siècle, la philosophie des Lumières est contestée dans divers endroits du monde occidental. Divers domaines des connaissances se sont alors tournés vers les études expérimentales et la construction de cadres théoriques dans un langage formel. Les divers domaines des sciences sociales se sont ainsi principalement orientés sur des méthodologies quantitatives. De plus, la nature interdisciplinaire de la recherche scientifique sur le comportement humain et les facteurs sociaux et environnementaux, a amené de nombreuses sciences naturelles à s'intéresser à certains aspects de la méthodologie des sciences sociales. Plus tard, Karl Popper et Talcott Parsons influencent à leur tour le développement des sciences sociales. Les chercheurs continuent de rechercher un consensus sur la méthodologie à utiliser pour relier par une grande théorie, les diverses théories de moyenne portée jusque dans les années 1960. Rares sont les tentatives d'unifier les sciences sociales depuis cette époque. Harrison White soutient le faire dans son livre Identité et Contrôle : Une théorie de l'émergence des formations sociales.
Le terme contemporain de « sciences sociales » fait généralement références à toutes les disciplines qui étudient l'humain ou ses interactions et ou ses structures sociales, autres que la philosophie et les arts.

## Méthodologie
Les méthodes de recherche peuvent être qualitatives ou quantitatives.
| Types                      | Méthodologies en sciences sociales |
| Méthodes qualitatives      | Analyse de contenu • Analyse du discours • Entretien • Entretien semi directif • Étude de cas • Histoire de vie • Observation • Observation naturaliste • Observation participante • Pensée à voix haute |
| Méthodes quantitatives     | Échantillon • Enquête • Questionnaire • Sociogramme • Sondage • Statistique • Statistiques en psychologie • Tests • Unités de bruit médiatique                                                           |
| Qualitative & quantitative | Dialectique • Analyse de réseau • Monographie • Analyse de données |

Introduite par Bronisław Malinowski et John Layard, la méthode de l'observation participante consiste à étudier une société en partageant son mode de vie, en se faisant accepter par ses membres et en participant aux activités des groupes et à leurs enjeux.
Les méthodes d'entretien comme l'entretien semi-directif permettent de collecter des données auprès des enquêtés.
Développée dans les années 1980 autour des science studies, la théorie de l'acteur-réseau est aussi une méthode d'enquête qui consiste à décrire le réseau des acteurs et des actants.
L'enquête statistique est une méthode de recherche quantitative qui consiste à administrer un questionnaire auprès d'un échantillon de la population étudiée. Par exemple, dans son ouvrage L'Amour de l'art, le sociologue Pierre Bourdieu s'appuie sur une enquête statistique sur les pratiques culturelles et les goûts des Français.
L'analyse de réseaux est une méthode d'analyse qualitative et quantitative qui s'intéresse au graphe des relations entre les agents pour étudier la société.
Pour analyser l'effet causal des politiques publiques, les chercheurs en sciences sociales, et notamment les économistes, utilisent des méthodes expérimentales, et notamment des expériences de terrain en tirant au sort parmi la population étudiée un groupe traité par la politique étudiée et un groupe témoin.
Lorsqu'il n'est pas possible d'avoir recours à des expériences contrôlées, les chercheurs en sciences sociales utilisent aussi des méthodes quasi expérimentales comme les expériences naturelles.

## Disciplines et approches en sciences sociales
Les sciences sociales regroupent un ensemble de disciplines, elles-mêmes découpées en plusieurs branches. Voici un tableau synthétique représentant cette diversité.
| Disciplines          | Paradigmes | Concepts clés |
| Anthropologie        | Anthropologie marxiste • Évolutionnisme • Diffusionnisme • Fonctionnalisme • Structuralisme | Culture • Évolution • Hominisation • Rituel |
| Démographie          | Démographie médicale • Démographie économique • Démographie historique • Démographie politique • Sociodémographie | Population • Population mondiale • Densité urbaine • Divortialité • Espérance de vie • Mortalité • Mortalité infantile • Natalité • Pyramide des âges • Taux de fécondité • Surpopulation • Diaspora • Migration humaine • Classe moyenne |
| Sciences économiques | Chrématistique • Mercantilisme • Physiocratie • École classique • Économie marxiste • Keynésianisme • Monétarisme • École autrichienne d'économie • École néoclassique • Néokeynésianisme • Économie de l'offre • Synthèse néoclassique • Nouvelle économie classique • Économie circulaire                                                                                   | Équilibre général • Marché du travail • Concurrence pure et parfaite |
| Histoire             | École des Annales • de Dakar • de Laval • méthodique • de Montréal • de Wunu | Époque historique • Préhistoire • Protohistoire • Antiquité classique • Antiquité tardive • Moyen Âge • Renaissance • Temps modernes • Époque contemporaine • Âge sombre • Anachronisme • Barbare • Brutalisation • Économie-monde • Événement • Fin de l'histoire • Lieu de mémoire • Longue durée\|Régulier et séculier • Sauvage • Temporel et spirituel |
| Linguistique         | Néogrammairiens • Structuralisme • Glossématique • Praxématique • Distributionnalisme • Fonctionnalisme • Sémantique générale • Psychomécanique • Grammaire de dépendance • Linguistique générative • Grammaire générative et transformationnelle • Minimalisme • Théorie X-barre • Grammaire universelle • Grammaire des cas • Lexique-grammaire • Grammaire de construction | Philosophie du langage • Sémiotique • Langage • Langue • Parole • Message • Émetteur • Récepteur • Locuteur • Interlocuteur • Schéma de Jakobson • Signe linguistique • Signifié et signifiant • Universaux linguistiques • Double articulation • Compétence et performance • Synchronie et diachronie • Syntagme • Paradigme • Structure profonde et structure de surface • Trait • Valeur • Sens • Motivation • Marque • Analogie • Métalinguistique • Langue naturelle • Langue des signes • Langue construite |
| Psychologie          | Approches psychodynamiques • Béhaviorisme • Cognitivisme • Constructivisme • Gestalt • Psychanalyse • Psychologie analytique • Psychologie humaniste • Psychologie positive | Aptitudes • Attention • Attitudes • Personnalité • Valeurs • Intérêts • Cognition • Compétences • Comportement • Connaissance de soi • Estime de soi • Sentiment de compétence • Conscient • Émotion • Identité • Inconscient • Intelligence humaine • Intuition • Jugement • Mémoire • Motivation • Perception • Sensation • Soi • Stress • Tempérament • Théorisation • Volition • Volonté |
| Sociologie           | École de Chicago • ethnométhodologie • individualisme méthodologique • interactionnisme symbolique • École de Francfort • évolutionnisme social • fonctionnalisme • marxisme • structuro-fonctionnalisme • structuralisme • théorie des systèmes • Naturalisme social • analyse de réseaux • sociologie des organisations • Interactionnisme structural                       | classe sociale • stratification sociale • institution • société • Organisation sociale • communauté • groupe • Interaction sociale • Social • Processus social • Neutralité axiologique • Fait social |

## Thématiques et objets
Les sciences sociales étudient des phénomènes sociaux et s'appliquent à de nombreux domaines de la vie sociale. L'interdisciplinarité est courante et il est d'usage en sciences sociales de revenir à la sociologie. En recherche contemporaine, l'interdisciplinarité implique des convergences entre des domaines pouvant apparaître aussi éloignés que la physique ou le génie chimique peuvent sembler l'être des sciences sociales. Des économistes peuvent avoir recours à des études en psychologie, histoire ou en démographie, etc. et inversement.
Le tableau synthétique ci-présenté ne laisse pas entrevoir les entrecroisements qui existent aussi entre les thèmes ; par exemple, il est possible d'étudier les habitudes dans le champ médical. Les champs de recherches sont vastes, voici un aperçu :
| Thématiques | Objets                                                                     |
| Culture     | coutume • consommation • habitude • média • norme sociale • sous-culture   |
| Droit       | justice • justice sociale • racisme • sexisme                              |
| Économie    | pauvreté • précarité • égalité sociale • richesse                          |
| Éducation   | décrochage scolaire • socialisation                                        |
| Filiation   | association • adolescence • célibat • mariage • divorce • famille          |
| Politique   | démocratie • libéralisme • mouvement social • politique sociale • syndicat |
| Religiosité | Athéisme • croyance • laïcité • religion • secte                           |
| Santé       | Santé mentale • anorexie • dépression • obésité                            |
| Science     | modernisme • technologie                                                   |
| Travail     | Syndrome d'épuisement professionnel • marché du travail                    |
| Philosophie | valeur morale • idéologie • perception • sens                              |

## Critiques envers les sciences sociales

### Scientificité
Selon le philosophe J.-R. Ladmiral, les sciences humaines oscillent entre la rigueur méthodologique empruntée aux sciences, technologies, ingénierie et mathématiques et un minimalisme sceptique, ce qui la différencie d'un discours purement subjectif comparable à la philosophie et la littérature. Selon Ladmiral, il existe au sein des sciences humaines quelques domaines d'étude qui se rapprochent de la scientificité des sciences exactes comme la psychologie cognitive et la démographie, mais ce sont des « domaines limités ». Ce qui distinguerait les sciences humaines de la philosophie, c'est la validation empirique à laquelle elles s'astreignent. En cela, les sciences humaines « imiteraient » les sciences exactes.
La publication intentionnelle, avec un but politique ciblant uniquement les sciences qui dérangeant les auteurs et autrices, de faux articles acceptés par des revues de diverses qualité est présenté comme soulignant une supposée absence de critères scientifiques de vérification des articles,. Pour Slate, cela ne dit rien des champs disciplinaires visés (études de genre et féministes) puisque des articles relayant de fausses données sont aussi publié dans des revues de sciences, techniques, ingénierie et mathématiques. Seul les canulars publiés sont comptabilisés, pas les refus de publication (« au départ,tous leurs articles furent immédiatement rejetés »). Lindsay et Boghossian écrivent un faux article publié en mai 2017 dans Cogent Social Sciences (une revue "prédatrice" qui n'est pas importante dans la recherche et au modèle commercial suspect : la rémunération des auteurs) et déclarent : « la flatterie d'une morale universitaire de gauche en général et de l'orthodoxie morale dans les études de genre en particulier, sont les éléments déterminants pour la publication dans une revue universitaire de ce domaine ». Sokal critique la méthodologie de leur procédé.
Pour l'épistémologue des sciences Ernest Gellner, la perception que les sciences sociales ne sont pas des sciences s'explique par l'image que le public se fait des sciences. Il explique, dans un rapport de l'UNESCO, publié en 1984, que la représentation sociale de ce qu'est un scientifique dans le sens commun sous-tend l'éternelle question « Les sciences sociales sont-elles des sciences ? ». Il soutient que le fait de poser la question de façon aussi marquée est basée sur une « idée toute faite » que les gens ont de la scientificité et des sciences ; qu'il s'agit d'éléments normatifs et de préjugés : « Gellner n'offre pas de réponse toute faite, mais il montre avec éloquence la faiblesse des arguments visant à exclure les sciences sociales du champ scientifique ». Gellber conclut son analyse en soutenant que « beaucoup des caractéristiques incontestables de la science se retrouvent souvent » dans les études sociales qui ne sont pas (en 1984) scientifiques du point de vue de « leur influence sur notre univers cognitif […] de leur impact sur l'ordre social ».
Comme toutes les sciences, les sciences sociales d'une époque et d'un lieu génèrent une certaine forme de discours dominant qui est l'émanation naturelle d'un contexte intellectuel et politique particulier. La science a été détournée pour asseoir la légitimité des pouvoirs, de l'ordre social, des gouvernements. Elle sert aujourd'hui à justifier des décisions politiques. Elle remplit, dans le monde contemporain, le rôle que remplissait les religions autrefois.
Une des raisons de la mise en cause des sciences sociales; d'après des chercheurs en sciences sociales, tient dans ce "qu’elles parlent du monde social avec l’autorité de la science, les sciences sociales et leurs concepts ne manquent pas, en effet, d’être mobilisées dans les luttes politiques. Mais la circulation des concepts entre les sciences sociales et les luttes politiques est souvent utilisée, sciemment ou non, pour les disqualifier d’un même mouvement. Les usages politiques de la sociologie servent alors de prétexte, ou de facteur propitiatoire, à une remise en cause de tout discours à prétention scientifique sur la société.".

### Complexité de l'objet d'étude
Selon Pablo Jensen, dont les études ne relèvent pas des sciences sociales dans la mesure où il fait de la physique, les sciences exactes construisent des concepts stables qui tiennent entre eux et tiennent les hommes car la physique est elle-même stable. L'humain n'est pas un matériau stable. Le manque de stabilité et de reproductibilité du monde social empêche les sciences sociales d'être aussi robustes que les sciences exactes. Additionnellement, ces sciences sociales font face à différents risques inhérents à leur objet d'étude. Le risque d'essentialisation est le premier ; il consiste à réduire la complexité de certains phénomènes à un paramètre seul. Un autre risque est celui des corrélations accidentelles entre deux événements qui n'impliquent pas forcément un rapport direct de cause à effet. L'action humaine est elle-même une cause d'erreur et les humains sont très hétérogènes et sont peu enclins à standardiser leur comportement pour suivre des modèles.

## Ressources en sciences sociales

### Bibliothèque numérique
- Bibliothèque numérique, offerte par Les Classiques des sciences sociales

### Catégories liées
- Revues en sciences sociales
- Disciplines des sciences sociales
- Livres de sociologie